# Chronologie de l'invasion de l'Ukraine par la Russie (mars 2025)
Cet article fait partie de la chronologie de l'invasion de l'Ukraine par la Russie et présente une chronologie des événements clés de ce conflit durant le mois de mars 2025.
Pour les événements précédents, voir Chronologie de l'invasion de l'Ukraine par la Russie (février 2025).
Pour les événements suivants, voir Chronologie de l'invasion de l'Ukraine par la Russie (avril 2025).
- Invasion de l'Ukraine en cartes : l'évolution des combats semaine après semaine

## Chronologie des évènements

### Février 2025
Les avions de chasse russes menace la ville de Kiev en février, « Danger de missiles sur tout le territoire de l’Ukraine ! », a écrit sur Telegram l’armée de l’air ukrainienne, évoquant le décollage d’un avion russe Mig-31, transporteur de missiles Kinjal. La situation est rapidement revenue à la normale.

### 1ermars
Après l'altercation entre Donald Trump et Volodymyr Zelensky, Emmanuel Macron estime que tout le monde doit revenir « au calme, au respect et à la reconnaissance » et a parlé aux deux chefs d'état,.
De son côté, le président Lula a indiqué : « Depuis que la diplomatie existe, il n'y a pas eu de scène aussi grotesque et irrespectueuse que celle qui s'est déroulée dans le Bureau ovale. Je pense que Zelensky a été humilié et je pense que, dans l'esprit de Trump, Zelensky le méritait ».

Le président américain Trump a déclaré que le président Zelensky « n'est pas un homme qui veut la paix » et croit que le président Poutine veut mettre fin à la guerre. Il a déclaré : « Il ne devrait pas rester là à parler de Poutine ceci, Poutine cela - seulement des choses négatives », ajoutant que le président ukrainien devrait déclarer qu'il veut la paix. Lorsqu'on lui a demandé s'il avait envisagé de couper l'aide militaire à l'Ukraine, Trump a répondu : « Peu importe : Peu importe ce que vous envisagez. Je vous dis simplement ce que j'ai vu aujourd'hui. Il [Zelenskyy] n'était pas quelqu'un qui voudrait faire la paix. Ce qui m'intéresse, c'est seulement de savoir s'il veut arrêter l'effusion de sang ».
Selon l'ISW, de hauts responsables américains suggèrent que les États-Unis pourraient cesser toute aide à l'Ukraine, bien que le président Donald Trump n'ait pas exprimé une telle intention pour le moment. Couper le flux d'aide à l'Ukraine compromettrait directement l'objectif déclaré du président Trump de parvenir à une paix durable en Ukraine. Les forces ukrainiennes, soutenues par l'aide vitale des États-Unis, infligent des pertes inacceptables aux troupes russes, les empêchant de faire peu de progrès. Cette situation, combinée aux graves défis auxquels la Russie sera confrontée en 2025, donne aux États-Unis un énorme levier sur les négociations de paix. La suspension de l'aide militaire américaine à l'Ukraine poussera le président Vladimir Poutine à augmenter encore ses exigences et à renforcer sa conviction qu'il peut remporter une victoire totale par la guerre.
Les forces ukrainiennes ont été attaquées avec un missile balistique russe Iskander-M sur un terrain d’entraînement à Tcherkaske, dans l'oblast de Dnipropetrovsk, faisant un nombre indéterminé de victimes.
Dans la soirée, une attaque de missiles balistiques a été menée sur le port d'Odessa, blessant deux employés du port et endommageant le cargo MSC Levante F, appartenant à la Suisse et battant pavillon panaméen.

### 2 mars
Le président ukrainien Volodymyr Zelensky a été invité au sommet des dirigeants européens, organisé par le Premier ministre britannique Keir Starmer,.
Le conseiller à la sécurité nationale américain, Michael Waltz estime qu'« il faudra des concessions territoriales de l’Ukraine et  des garanties de sécurité menées par l'Europe » pour mettre fin à cette guerre.

### 3 mars
La raffinerie d'Ufimsky (en) à Oufa, en Bachkirie, a été incendiée par des drones ukrainiens.
L'entreprise norvégienne Kongsberg Gruppen annonce un plan de construction de centaines de missiles NASAMS en Ukraine.
Selon l'ISW, les services de renseignement ukrainiens ont indiqué qu’environ 620 000 soldats russes opéraient en Ukraine et dans l'oblast de Koursk, soit environ 40 000 de plus qu'à la fin de 2024. Les forces russes ont continué d'améliorer leurs systèmes de frappe et ont utilisé davantage de drones Shahed et de drones leurres pour infiltrer le système de défense aérien de l'Ukraine.
Le Financial Times rapporte que la France, l'Allemagne et le Royaume-Uni étudient la possibilité de saisir des avoirs russes gelés d'une valeur de plus de 210 milliards de dollars dans le cadre des efforts visant à négocier un cessez-le-feu en Ukraine. La proposition en discussion prévoit la saisie des avoirs en cas de violation par la Russie du futur accord de cessez-le-feu, qui fournira des garanties de sécurité à l'Ukraine,.

### 4 mars
Donald Trump prend la décision, immédiate, de suspendre toute livraison d'armes et de munitions à Kiev, y compris ce qui avait été approuvé sous le président Joe Biden, pour soumettre le président ukrainien à sa volonté, accepter un cessez-le-feu sans conditions et à présenter des excuses après la discussion houleuse dans le bureau ovale et ordonne une pause des cyberopérations contre la Russie,.

Le représentant de Pennsylvanie à la Chambre des représentants, Brendan Boyle, a qualifié d'« irresponsable et indéfendable » ces décisions.
Dans une déclaration officielle, « Les Nations Unies ont recensé plus de 28 000 victimes civiles et plus de 10 000 morts, mais reconnaissent que le bilan réel est très probablement plus élevé. ».
L'armée ukrainienne a affirmé avoir tué 30 soldats russes lors d'une frappe aérienne sur une installation militaire près de Troïtskoïe (ru), dans l'oblast de Koursk,.
L'armée de l'air ukrainienne a effectué une frappe de précision sur un poste de commandement et de contrôle de la 98e division aéroportée de la Garde de l'armée russe dans le village de Manzhykiv Kut (anciennement Kalinin), dans l'oblast de Donetsk,.
À Saky ,en Crimée, un système radar russe 96L6E, qui assure le fonctionnement des systèmes antiaériens S-300 et S-400 a pris feu dans des circonstances inconnues, détruisant son antenne,.

### 5 mars
Selon l'ISW, l'administration Trump a suspendu le partage de renseignements avec l'Ukraine, qui était l'une des nombreuses exigences de la Russie envers les États-Unis et l'Ukraine. La suspension de l'échange de renseignements nuira à la capacité de l'Ukraine à se défendre contre les attaques russes continues contre des cibles militaires et civiles. La suspension de tout partage de renseignements permettra également aux Russes d'intensifier les attaques de drones et de missiles sur les arrières de l'Ukraine, ce qui affectera des millions de civils ukrainiens et le développement de la base industrielle de défense de l'Ukraine. 
Le directeur de la CIA, John Ratcliffe, a confirmé que les États-Unis avaient cessé de fournir des armes et de partager des renseignements avec l'Ukraine,.
  Les États-Unis ont interdit au Royaume-Uni de partager avec l’Ukraine des renseignements provenant des services de renseignement américains. Cela s’applique aux informations marquées « Rel UKR », qui est l'abréviation de « Releasable to Ukraine »,.
Quatre hauts responsables de l'entourage de Donald Trump ont eu des discussions secrètes avec Ioulia Tymochenko et Petro Porochenko principaux opposants politiques de Volodymyr Zelensky,,.

### 6 mars
Une frappe sur un hôtel de Kryvyï Rih fait trois morts et trente et un blessés.
Le ministre des Armées, Sébastien Lecornu, a déclaré que la France fournissait des renseignements à l'Ukraine après que les États-Unis ont cessé de partager des renseignements, « Nous avons des ressources de renseignement que nous fournissons aux Ukrainiens »,. L'opérateur satellitaire français Eutelsat négocie avec l'Union européenne sur une éventuelle suspension des services Starlink en Ukraine. C'est ce qu’a déclaré la PDG de l'entreprise, Eva Berneke : « Aujourd'hui, tout le monde nous demande : « Pouvez-vous remplacer un grand nombre de terminaux Starlink en Ukraine », et nous envisageons cette possibilité ». Elle a ajouté que la société était en pourparlers avec des fournisseurs pour fournir à la fois des terminaux militaires et standard, et qu’il faudrait plusieurs mois pour livrer 40 000 unités,,.
Selon l'ISW, Vladimir Poutine et d'autres responsables russes ont rejeté toute concession dans les futurs pourparlers de paix ou l'acceptation de toute proposition de paix des États-Unis, de l'Europe ou de l'Ukraine, et le ministère russe des Affaires étrangères a rejeté la possibilité d'un cessez-le-feu négocié. Les troupes ukrainiennes ont avancé en direction de Pokrovsk, tandis que les troupes russes ont avancé en direction de Koupiansk, Borova, Siversk, Pokrovsk et Kourakhove.

### 7 mars
L'Ukraine affirme avoir intercepté 58 missiles et 194 drones russes.
À la demande du bureau du président Trump Maxar Technologies a cessé de fournir au gouvernement ukrainien des images satellites permettant aux ukrainiens, de suivre les mouvements des troupes russes et d'évaluer les dommages causés aux infrastructures russes,,.
Des avions de chasse Dassault Mirage 2000 envoyés par la France en Ukraine ont été utilisés pour la première fois dans les combats contre les attaques aériennes russes,.

### 8 mars
Pour marquer la journée internationale des femmes, des hachoirs à viande ont été offerts par le parti, du président Vladimir Poutine, Russie unie de l'oblast de Mourmansk, aux mères de soldats russes tombés en Ukraine,.
Dobropillia, ville de l'oblast de Donetsk du Donbass a été frappée cette nuit par des attaques russes, quatre morts une trentaine de blessé dans les neufs bâtiments qui ont été touchés. À la suite de cette attaque le président Trump menace d'instaurer de nouvelles sanctions devant ce pilonnage. Selon Oleg Sinegoubov, la Russie a tiré deux missiles et cent quarante-cinq drones sur le village de Bohodoukhiv faisant trois morts et dix-sept blessés
.
La raffinerie de pétrole de Kirichi, dans l'oblast de Léningrad, a été touchée par la chute de débris de drones, endommageant un réservoir de stockage, selon le gouverneur (ru) Alexander Drozdenko (ru),.
Le Premier ministre polonais, Donald Tusk, déplore la politique d'apaisement envers la Russie, menée par Donald Trump, la qualifiant de dangereuse, car cette approche ne fait qu'encourager davantage de violence, d'agressions, de bombes et de pertes humaines, comme en témoigne la situation tragique actuelle en Ukraine

### 9 mars
La Russie a intensifié ses attaques contre l'Ukraine à la suite de la pause des États-Unis dans le partage d'équipements et de renseignements cette semaine, faisant de vendredi l'une des journées les plus meurtrières pour les civils cette année, selon la Mission de surveillance des droits de l'homme des Nations unies en Ukraine.
Dans le cadre d'une offensive majeure visant à éjecter de l'oblast de Koursk les Ukrainiens, les forces spéciales russes se sont glissées sur des kilomètres à travers un gazoduc désaffecté près de la ville de Soudja pour tenter de surprendre les forces ukrainiennes. La ruse faisait partie des manœuvres visant à couper les ponts de milliers de soldats ukrainiens dans la région avant les pourparlers entre l'Ukraine et les États-Unis sur un éventuel accord de paix pour mettre fin à la guerre,.
Le président américain Donald Trump a clairement fait savoir en privé à ses collaborateurs que l'accord signé sur les minéraux entre Washington et Kiev ne suffira pas à reprendre l'aide et le partage de renseignements avec l'Ukraine. Cela a été rapporté par NBC News, citant des déclarations de responsables américains. Trump veut un accord qui donnera aux États-Unis une participation dans les ressources minérales de l'Ukraine, mais il souhaite également voir un changement dans l'attitude de Zelensky à l'égard des pourparlers de paix, y compris une volonté de faire des concessions telles que des concessions territoriales à la Russie. Trump souhaite également que Zelensky fasse un certain pas vers des élections en Ukraine et peut-être sa démission en tant que dirigeant du pays, ont déclaré des responsables,,.

### 10 mars
Après avoir écrit sur son réseau social X : « mon système Starlink est la colonne vertébrale de l'armée ukrainienne. Toute leur ligne de front s'effondrerait si je l'éteignais », Elon Musk, le ministre polonais des Affaires étrangères, Radosław Sikorski a répondu : « Les liaisons Starlink pour l'Ukraine sont payées par le ministère polonais de la numérisation pour un coût d'environ 50 millions de dollars par an. Si SpaceX s'avère être un fournisseur peu fiable, nous serons obligés de chercher d'autres fournisseurs ». En effet, la Pologne paie pour que Kyiv utilise les services du satellite Starlink, qui fournit une connectivité internet cruciale à l'Ukraine et à son armée. Les deux hommes ont eu ensuite de vifs échanges et après avoir multiplié les déclarations contradictoires au sujet de son réseau de satellites le milliardaire a indiqué : « Pour être extrêmement clair, malgré tous mes désaccords avec la politique de l'Ukraine, Starlink ne fermera jamais ses terminaux. Je veux simplement dire que sans Starlink, les réseaux ukrainiens s'effondreraient puisque les Russes peuvent brouiller tous les autres canaux de communication ! Mais jamais nous le ferions ou l'utiliserions comme un moyen de négociation »,,.
 Il n'en demeure pas moins que l'Europe a contacté les entreprises Eutelsat en France, SES au Luxembourg, Hisdesat en Espagne et Viasat, propriétaire de la société britannique Inmarsat pour étudier des alternatives,. 
Le premier ministre polonais, Donald Tusk, appelle au respect entre alliés
L'Institut international de recherche sur la paix de Stockholm indique que l'Ukraine est le premier importateur mondial d'armes sur la période 2020-2024, et que le premier pays exportateur d'armes est les États-Unis suivit de la France et de la Russie,,.
Volodymyr Zelensky est en visite en Arabie saoudite
La Russie revendique la reprise de Novenké du raïon de Soumy et de Malaïa Loknia, Tcherkasskoïe Poretchnoïe et Kossitsa dans l'oblast de Koursk.
L’armée de l’air ukrainienne constatait le lancement de cent soixante seize drones russes au cours de la nuit, dont cent trente ayant été abattus. Quarante-deux autres des leurres étaient aussi en vol.
Nate Vance, cousin germain du vice-président américain J. D. Vance, a partagé son expérience avec Le Figaro.
 Initialement motivé par curiosité, il rejoint les rangs ukrainiens pour défendre Kyiv en intégrant ainsi le bataillon des « Loups de Da Vinci » (uk), de la 59e brigade d'assaut ukrainienne, avec lequel il a passé près de trois ans sur le terrain, dont deux ans et demi en première ligne, (Koupiansk, Bakhmout, Avdiïvka et Pokrovsk). Cependant, il a dû revenir aux États-Unis en janvier 2025, en raison de son lien familial avec le vice-président américain. Nate critique vivement la rencontre entre Zelensky et Trump, qu'il qualifie de fiasco diplomatique, et exprime sa déception envers son cousin J. D. Vance pour son scepticisme envers l'Ukraine, basé sur des reportages plutôt que sur des faits vécus. Il regrette que J. D. Vance n'ait jamais cherché à comprendre la réalité du conflit, malgré ses propres témoignages. Il conclut que les États-Unis, en cherchant à amadouer Vladimir Poutine, jouent un rôle d'« idiot utile » face à la Russie,,,,.

### 11 mars
L'Ukraine accepte une proposition des États-Unis pour un cessez-le-feu de 30 jours avec la Russie, à l'issue d'une rencontre américano-ukrainienne en Arabie saoudite. En contrepartie, les États-Unis s’engagent à rétablir les livraisons d’armes dans le cadre des lignes budgétaires déjà votées sous l’administration Biden, et la coopération en matière de renseignement. Un communiqué commun des deux délégations précise que ces dernières ont aussi évoqué des questions humanitaires, comme les échanges de prisonniers de guerre, la libération de civils détenus ou encore le retour de milliers d’enfants ukrainiens enlevés par les Russes. Les deux parties se sont enfin engagées à conclure aussitôt que possible l’accord sur les minerais ukrainiens.
Privée de l'appui du renseignement américain, l'armée ukrainienne est contrainte de reculer dans la région de Koursk permettant aux forces russes de capturer des chars M1A1 Abrams et M2 Bradley et obusier M-777 ainsi que les villages et Khoutor de Bondarevka (ru), Zamostié, Makhnovka, Kazatchia Loknia, Knyazhi 2, Knyazhi 1, Kolmakov (ru) et Dmitryukov (ru),,,.
Elon Musk qualifie le sénateur Mark Kelly de « traitre » après que celui-ci ait indiqué à son retour d'une visite en Ukraine : « nous ne pouvons pas abandonner le peuple ukrainien. Tout le monde souhaite la fin de la guerre » mais « tout accord doit protéger la sécurité de l'Ukraine et ne doit pas être un cadeau » pour Vladimir Poutine, et critiquant Donald Trump pour tenter « d'affaiblir la position de l'Ukraine ». Suite à l'injure, le sénateur a répondu « Un traître ? Elon, si vous ne comprenez pas que défendre la liberté d'information est un principe fondamental qui fait la grandeur de l'Amérique et assure notre sécurité, peut-être devriez-vous laisser cela à ceux d'entre nous qui le font »,,,,.

### 12 mars
Après des pourparlers entre des responsables américains et ukrainiens à Djeddah, en Arabie saoudite, les États-Unis ont relancé l'aide militaire à l'Ukraine ainsi que le soutien aux services de renseignement. Maxar a également confirmé avoir rétabli l'accès de l'Ukraine à ses images satellites.
Selon la carte de DeepState, les forces ukrainiennes ont perdu le contrôle de Soudja dans l'oblast de Koursk. Les forces russes ont également capturé Dniproenerhiia (ru) et Novomarkove (ru) dans l'oblast de Donetsk.
La 43e brigade d'artillerie ukrainienne affirme avoir détruit une batterie russe de S-400 dans un lieu tenu secret.
L'armée de l'air ukrainienne déclare que le SAMP/T Mamba a abattu un avion Sukhoi russe sans fournir plus de détails.

### 13 mars
Les forces russes affirment avoir capturé et nettoyé les villes de Soudja, Podol (ru), Gontcharovka, Zaolechenka, Rubanshchina (ru) et Melovoï (ru) dans l'oblast de Koursk,,.

### 14 mars
Un incendie s'est déclaré au dépôt pétrolier de Touapsé, dans le kraï de Krasnodar, après une attaque ukrainienne.

### 15 mars
Après la radiation du contrat signé avec le Humanitarian Research Lab (HRL) au sein de la Yale School of Public Health pour la collecte des preuves d'enlèvements d’enfants ukrainiens par des Russes par le Département de l'Efficacité gouvernementale (DOGE) dirigé par Elon Musk, les travaux du HRL ont dû être transmis à la Cour pénale internationale.

### 16 mars
Andriy Hnatov est nommé chef d'Etat Major général des forces armées ukrainiennes, en remplacement d'Anatoliy Barhylevytch,.

### 17 mars
Les forces ukrainiennes déclarent avoir éliminé près de 300 chars russes dans la région de Pokrovsk au cours des deux derniers mois.
Volodymyr Zelensky signe une loi permettant à l'armée ukrainienne d'opérer à l'étranger en période de loi martiale.

### 18 mars
L'armée ukrainienne affirme avoir détruit un poste de commandement de la 3e division de fusiliers motorisés de la 20e armée russe près de Demidovka, dans l'oblast de Belgorod,.
Le ministère russe de la Défense affirme que les forces armées ukrainiennes ont tenté d'entrer dans l'oblast de Belgorod en Russie, mais qu'elles ont été repoussées par l'armée russe.
Le 14e régiment de systèmes aériens sans pilote des forces de systèmes aériens sans pilote (uk), en coopération avec une unité d'artillerie, indique avoir frappé trois systèmes d'artillerie automotrice nord-coréens Koksan dans l'oblast de Koursk à l'aide d’un système de roquettes à lancement multiple M142 HIMARS,.

### 19 mars
Des drones ukrainiens ont attaqué un dépôt pétrolier dans le village de Kavkazskaya, dans le kraï de Krasnodar en Russie, provoquant un incendie,.

### 20 mars
La base aérienne Engels-2 située dans l'oblast de Saratov a été touchée par des drones ukrainiens.
Le HUR affirme que deux officiers russes ont été tués dans un attentat à la voiture piégée à Skadovsk, situé dans l'oblast occupé de Kherson.

### 21 mars
La station de pompage et de comptage de gaz de Soudja dans l'oblast de Koursk a été bombardée, la Russie et l'Ukraine se rejettent mutuellement la responsabilité de l'attaque,.
Le gouvernement britannique et Thales LAS France ont signé un contrat portant sur la fabrication de 5 000 NLAW pour l'armée ukrainienne
Les douanes allemandes ont confisqué le pétrolier Eventin, qui était ancré au large de l'île de Rügen avec 99 000 tonnes de pétrole brut d'une valeur de 40 millions d'euros à bord. Selon l'Union européenne, le navire Eventin, battant pavillon panaméen, fait en réalité partie de la « flotte fantôme russe, avec laquelle la Russie contourne les sanctions occidentales imposées en raison de la guerre contre l'Ukraine.

### 22 mars
Des drones ukrainiens ont frappé l'usine russe d'explosifs Promsintez à Tchapaïevsk, dans l'oblast de Samara.

### 23 mars
L’Ukraine déclare avoir repris le village de Nadiia dans l'oblast de Louhansk après une opération de 30 heures,.
Atesh affirme avoir détruit une armoire de transformation sur une ligne de chemin de fer dans l'oblast de Smolensk pour perturber le transport de marchandises militaires vers les oblasts de Briansk et de Koursk.

### 24 mars
Dans la région de Belgorod de la fédération de Russie, Les forces d'opérations spéciales ukrainiennes, en coopération avec la Direction principale du renseignement, ont détruit deux hélicoptères Ka-52 et deux hélicoptères Mi-8 russes avec des HIMARS.

### 25 mars
Chacun des deux pays a accepté d'"assurer la sécurité de la navigation, de supprimer l'usage de la force et d'empêcher l'utilisation de navires commerciaux pour des objectifs militaires en mer Noire", selon l'exécutif américain, qui a fait office d'intermédiaire pendant ces négociations. Les Etats-Unis s'engagent par ailleurs, en ce qui concerne l'Ukraine, à "soutenir les efforts en vue d'échanges de prisonniers, de la libération de civils et du retour d'enfants ukrainiens déplacés de force."

### 26 mars
Les accords visent à garantir la sécurité de la navigation et à interdire l'utilisation de navires commerciaux à des fins militaires. Chacun des deux pays a accepté d'"assurer la sécurité de la navigation, de supprimer l’usage de la force et d’empêcher l’utilisation de navires commerciaux pour des objectifs militaires en mer Noire", selon l’exécutif américain, qui a fait office d’intermédiaire pendant ces négociations. Cependant, leur mise en œuvre dépend de la levée des sanctions visant des entités russes clés. Parallèlement, une trêve de 30 jours sur les infrastructures énergétiques est prévue, mais son application reste incertaine. Les discussions se poursuivent pour affiner ces termes, avec une implication potentielle de l'ONU.

### 27 mars
Une trentaine de pays alliés de l'Ukraine se sont réunis jeudi à Paris pour un sommet destiné à "finaliser" des "garanties de sécurité" pour Kiev, dont un éventuel déploiement militaire européen dans le cadre d'un futur accord de paix avec la Russie, encore très hypothétique. "L'Europe peut se défendre. Nous devons le prouver", a lancé le président ukrainien Volodymyr Zelensky sur les réseaux sociaux, au début de la réunion.

### 28 mars
Le président ukrainien Volodymyr Zelensky a annoncé vendredi avoir reçu de la part des Etats-Unis une nouvelle version de l’accord sur les minerais stratégiques d’Ukraine, auxquels Washington veut obtenir un accès. « Il s’agit d’un document complètement différent de l’accord-cadre précédent. L’Ukraine ne reconnaîtra pas l’aide militaire américaine comme une dette », a ajouté le président.

### 29 mars
« Depuis trop longtemps maintenant, la proposition américaine d’un cessez-le-feu inconditionnel est restée sur la table sans réponse adéquate de la Russie », a déclaré, samedi, le président ukrainien dans son discours du soir. « Il pourrait déjà y avoir un cessez-le-feu si une réelle pression était exercée sur la Russie », a-t-il ajouté. « Un cessez-le-feu pourrait déjà être entré en vigueur s’il y avait une véritable pression sur la Russie », a poursuivi M. Zelensky, remerciant les pays « qui comprennent cela » et ont renforcé la pression des sanctions sur le Kremlin.

### 30 mars
Une série de frappes russes aux drones dans la ville ukrainienne de Kharkiv, proche de la frontière russe, a fait au moins deux morts et 30 blessés. Au total, six frappes ont touché deux quartiers de la grande ville du nord-est, la deuxième plus peuplée du pays avant l’invasion russe à grande échelle, a expliqué un porte-parole du parquet, Dmytro Tchoubenko, dans une vidéo postée sur Telegram. Deux personnes sont mortes dans des résidences privées, a-t-il dit.

### 31 mars
Trois ans après un massacre de civils à Boutcha, Volodymyr Zelensky a appelé à l’unité des pays européens lundi 31 mars 2025. Moscou a accusé l’armée ukrainienne d’avoir endommagé des infrastructures énergétiques en Russie. La Suède a annoncé une nouvelle aide militaire de 1,5 milliard d’euros à l’Ukraine.

### Avril 2025
Pour les événements suivants, voir Chronologie de l'invasion de l'Ukraine par la Russie (avril 2025).